# 終極復仇者2
《終極復仇者2》（英語：Ultimate Avengers 2）或《終極復仇者2：黑豹的崛起》（Ultimate Avengers 2: Rise of the Panther）是《終極復仇者》的續集，以直接發行DVD的方式首映，在2006年8月8日時發行。在臺灣發行的片名叫作《超人特攻與無敵浩克》

## 配音員
- Justin Gross 飾 「美國隊長」史提芬·羅傑斯
- Marc Worden 飾 「鋼鐵俠」東尼·史塔克
- Andre Ware 飾 尼克·福瑞
- Grey DeLisle 飾 「黃蜂女」珍妮特·汎·戴茵
- Nolan North 飾 「巨人」漢克·皮姆
- Dave Boat 飾 雷神
- Olivia D'Abo 飾 「黑寡婦」娜塔莎·羅曼諾夫
- Fred Tatasciore 飾 綠巨人浩克、艾德恩·賈維斯
- Michael Massee 飾 布魯斯·班納
- Nan McNamara 飾 貝蒂·羅斯
- James K. Ward 飾 Herr Kleiser
- Jeffrey D. Sams 飾 「黑豹」帝查拉
- Dwight Schultz 飾 奧丁
- Mark Hamill 飾 Dr. Oiler
- Dave Fennoy 飾 「黑豹」帝查卡（英语：T'Chaka）
- Susan Dalian 飾 Nakinda
- Kendre Berry 飾 帝查拉（年青）
- Chi McBride 飾 Chief Elder

## 外部連結
- 互联网电影数据库（IMDb）上《終極復仇者2》的资料（英文）
- 豆瓣电影上《終極復仇者2》的資料 （简体中文）